# Le Professionnel
Pour plus de détails, voir Fiche technique et Distribution.
Le Professionnel est un film d'action français réalisé par Georges Lautner, sorti en 1981.
C'est une adaptation du roman Mort d'une bête à la peau fragile de Patrick Alexander, écrite par Georges Lautner et Jacques Audiard et dialoguée par Michel Audiard, mettant en vedette Jean-Paul Belmondo dont c'est la troisième collaboration avec Georges Lautner, après Flic ou Voyou (1979) et Le Guignolo (1980) et avant Joyeuses Pâques (1984) et L'Inconnu dans la maison (1992). La distribution comprend également Robert Hossein, Michel Beaune, Jean Desailly, Cyrielle Clair et Bernard-Pierre Donnadieu.
C'est l'histoire d'un agent des services secrets français qui, envoyé en mission dans un pays d'Afrique, a été dénoncé pour des raisons politiques par ses chefs aux autorités de ce pays. Évadé du bagne où il a été détenu pendant deux ans, il revient en France pour se venger en achevant la mission qu'on lui avait confiée : assassiner le président de ce pays, en voyage officiel à Paris.
Sorti en salles en France le 21 octobre 1981, Le Professionnel a rencontré un grand succès commercial, totalisant 5,2 millions d'entrées au box-office.
La musique d'Ennio Morricone est également célèbre grâce au thème Chi Mai, composée quelques années auparavant (en 1971) pour un autre long métrage : Maddalena de Jerzy Kawalerowicz. Le film avait été un échec, et le morceau resta méconnu jusqu'à ce que « Bébel » l'écoute et décide de l'intégrer au Professionnel. Choix gagnant, puisque le film, tout comme la musique, connaîtront un très grand succès. Chi Mai sort même en single et devient disque d'or en 1981.

## Synopsis
Agent des services secrets français, Josselin Beaumont, dit Joss, est envoyé au Malagawi (pays fictif, figurant les anciennes colonies françaises en Afrique à l'aube des années 1980), pour y abattre le président à vie du pays, le colonel N'Jala, dictateur et ennemi des intérêts français. Mais, la situation politique ayant changé, les services secrets français n'ont plus intérêt à faire abattre N'Jala et, plutôt que de simplement rappeler Beaumont, le dénoncent au président N'Jala, sur ordre de l'Élysée. Au terme d'un procès expéditif où il est drogué pour passer aux aveux, Joss est condamné aux travaux forcés. Au bout de deux ans d'esclavage, sévices, souffrances et tortures multiples, il s'évade et rejoint Paris avec une seule idée en tête, se venger de ses supérieurs en accomplissant sa mission initiale : abattre N'Jala, en profitant d'un voyage diplomatique de celui-ci en France.
Avisée par lui-même de son projet, l'ancienne hiérarchie de Josselin Beaumont commence à passer des nuits blanches. Le colonel Martin et son équipe vont tout mettre en œuvre pour « stopper » Beaumont. Celui-ci nargue ses anciens collègues en naviguant entre son ancien domicile, où il retrouve sa femme, Jeanne, et celui de sa maîtresse, Alice Ancelin, membre des services secrets. Le redoutable commissaire Rosen, de la Brigade de Répression et d'Intervention, malgré des méthodes brutales et expéditives doublées d'une haine et d'un mépris farouches envers Beaumont, échouera dans sa traque et sera abattu par Beaumont.
Faisant croire à sa mort en attribuant son identité à Rosen, il prend en otage l'inspecteur Farges, venu à la morgue identifier le corps, et réussit ainsi à remonter jusqu'à N'Jala, abrité au « château de Ferrières » (en réalité le château de Maintenon en Eure-et-Loir est utilisé). Grâce à un tour de passe-passe, Joss donne son revolver vide à N'Jala et l'attire vers la fenêtre. Ce dernier ne peut pas s'empêcher de le pointer sur Joss. Farges, croyant que c'est Beaumont qui tient le revolver, abat le président. Alors que Beaumont s'apprête à quitter les lieux dans l'hélicoptère amenant la prostituée de N'Jala, le ministre, pressé par le colonel Martin, donne finalement l'ordre de le « stopper ». Martin transmet cet ordre à Farges, qui abat Beaumont d'une rafale dans le dos.

## Fiche technique
Sauf indication contraire, les informations mentionnées dans cette section peuvent être confirmées par la base de données cinématographiques IMDb,  présente dans la section « Liens externes ».
- Titre : Le Professionnel
- Réalisation : Georges Lautner
- Scénario et adaptation : Georges Lautner et Jacques Audiard et Francis Veber (script doctor), d'après le livre Mort d'une bête à la peau fragile de Patrick Alexander
- Dialogues : Michel Audiard et Francis Veber (script doctor non crédité)
- Musique : Ennio Morricone
- Photographie : Henri Decaë
- Décors : Éric Moulard
- Montage : Michelle David
- Costumes : Paulette Breil
- Son : Alain Sempé
- Bagarres réglées par Claude Carliez et son équipe
- Cascades automobiles réalisés par Rémy Julienne et son équipe
- Les cascades sont effectués par Jean-Paul Belmondo
- Générique : Georges Pansu (Eurocitel)
- Production : Cerito Films, Films Ariane
- Directeur de production : Alain Belmondo
- Production déléguée : Alexandre Mnouchkine et Georges Dancigers
- Distribution : Cerito Films, Gaumont
- Budget : 20 millions de francs[3] (soit environ 8,2 millions d'euros en 2022[4])
- Format : Couleur (Eastmancolor) [N 1] – 35mm – 1,66:1 — Son monophonique
- Pays de production :  France
- Langue : français
- Durée : 108 minutes
- Genre : action et espionnage
- Dates de sortie :
  - France : 21 octobre 1981
  - Allemagne de l'Ouest : 8 janvier 1982
- (fr) Classification CNC : tous publics (visa d'exploitation no 54139 délivré le 19 octobre 1981)[5]
- Affiches : Jean Mascii, Jouineau Bourduge (France)

## Distribution
- Jean-Paul Belmondo : le commandant Josselin Beaumont, dit Joss
- Robert Hossein : le commissaire Rosen
- Michel Beaune : le capitaine Édouard Valera
- Jean-Louis Richard : le colonel Martin
- Jean Desailly : le ministre
- Bernard-Pierre Donnadieu[N 2] : l'inspecteur auxiliaire Farges
- Élisabeth Margoni : Jeanne, la femme de Joss
- Cyrielle Clair : Alice Ancelin
- Marie-Christine Descouard : Doris Frederiksen, la prostituée
- Pierre Saintons : le président N'Djala
- Gérard Darrieu : l'instructeur Picard
- Pierre Vernier : Salvatore Volfoni
- Jacques Canselier : le livreur de fleurs
- Dany Kogan : le sergent Gruber
- Sidiki Bakaba : le prisonnier évadé
- Marc Lamole : un serveur d'hôtel
- Bernard Marcelin : Louvier, un agent des services secrets
- Jean-Claude Bouillaud : un agent des services secrets
- Yves Pignot : un agent des services secrets
- Claude-Bernard Perot : un agent des services secrets
- Pascal N'Zonzi : Arthur, secrétaire de N'Djala
- Cheik Doukouré : un docteur infirmier
- Serge Nubret : un infirmier
- Guillaume Corea : le procureur
- André Weber : le clochard « associé » de Beaumont
- Yves Belluardo : un clochard
- Michel Berreur : un clochard
- Julien Bukowski : un clochard
- Pierre Forget : un clochard
- René Lafleur : un clochard
- Maurice Auzel : un policier
- Daniel Breton : un policier
- Bele Mukeba : un gardien du bagne
- Samuel Nolison : un gardien du bagne
- Beate Kopp : la postière
- Sidney Kotto : speaker d'une émission télévisée

## Production

### Développement

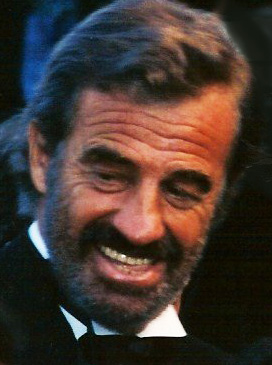
Jean-Paul Belmondo (ici en 1988 au Festival de Cannes), acteur principal du film.

Jean-Paul Belmondo a pour projet de tourner Barracuda, d'Yves Boisset, inspiré en partie de l'affaire Françoise Claustre, Française retenue en otage au Tchad de 1974 à 1977 et qui se transforma en une affaire d'État, mais l'acteur et le réalisateur ne parviennent pas à s'entendre en raison d'« incompatibilité de condition sur le projet », selon Boisset, qui ajoute que Belmondo voulait en faire un film d'aventure et refusant toute allusion à l'affaire Claustre, contrairement à Boisset. Alexandre Mnouchkine, producteur attitré de Belmondo, n'est pas intéressé par Barracuda et propose à Boisset d'adapter Mort d'une bête à la peau fragile, du Britannique Patrick Alexander, paru en 1978 dans la collection Série noire,.
Si Boisset refuse, Belmondo, ayant lu le livre qu'il a trouvé bon et voulant faire un film sérieux après Le Guignolo, suit les conseils de Mnouckhine en lançant l'adaptation cinématographique. La réalisation est confiée à Georges Lautner, libre de tout engagement, qui entame sa troisième collaboration avec Belmondo après Flic ou voyou, en 1978 et Le Guignolo, l'année suivante. L'adaptation du roman est confiée à Michel Audiard, qui s'attelle à l'écriture du scénario et aux dialogues. L'action du roman, qui se déroule en Angleterre, est transposée en France pour les besoins du film, dont la première mouture du scénario, qui respecte certains dialogues du livre, n'enthousiasme guère le réalisateur Georges Lautner, Belmondo et le producteur Alexandre Mnouchkine,. Le célèbre dialoguiste avait en effet commis un total hors-sujet : son esprit était en effet bien plus occupé par l'élaboration du script de Garde à vue, à laquelle il travaillait en parallèle. Francis Veber raconte dans ses mémoires avoir été appelé par la production pour intervenir en tant que « script doctor » afin de remettre d'aplomb le scénario en collaboration avec Michel Audiard. Ce dernier portait si peu d'intérêt au Professionnel qu'il préféra que son fils Jacques soit crédité à sa place au générique du film. Francis Veber, qui n'est pas non plus crédité au générique, affirme pour sa part que Jacques Audiard a lui-même été peu impliqué dans l'écriture du film : il se serait contenté de jouer les messagers entre son père et Veber, apportant à l'un le travail de l'autre. Le changement du titre du film est par ailleurs dû à Belmondo et à son chargé de relations publiques René Chateau, qui se sont heurtés au départ aux réticences de Mnouchkine, Lautner et Audiard.
L'histoire du Professionnel et le contexte politique sont basés notamment sur l'évolution des relations diplomatiques, parfois troubles, entre la France et ses anciennes colonies en Afrique, le plus souvent soumises à des régimes dictatoriaux. C'est l'ère de la Françafrique de Jacques Foccart, secrétaire général de l'Élysée aux affaires africaines et malgaches de 1960 à 1974, personnage central dans le fonctionnement de cette pratique néo-coloniale. L'affaire des diamants de Bokassa, en partie responsable de la défaite de Valéry Giscard d'Estaing à l'élection présidentielle de 1981, est encore bien connue.

### Tournage
Doté d'un budget de 20 millions de francs, Le Professionnel fut tourné du 5 mai au 13 juillet 1981. Le tournage débute par les scènes africaines de la détention de Joss Beaumont. La séquence d'ouverture, située dans le film en Afrique (le Malagawi, où se passe le début du film, est un pays imaginaire), a été tournée en Camargue, sur le territoire du Grand Radeau aux Saintes-Maries-de-la-Mer, dans les Bouches-du-Rhône,. Pour incarner les soldats, des étudiants noirs de l'université de Montpellier ont été engagés pour jouer les figurants. Toutefois, le tournage a connu quelques problèmes, qui commencèrent avec le décor du village attaqué :

« En retard sur le scénario, je n’ai pas pu surveiller les travaux et je n’ai pas pu arriver sur place avant la veille du tournage. Le village était très bien fait, mais les cases étaient trop éloignées les unes des autres. Impossible d’en avoir au moins deux dans le même cadre. Si je voulais la présence du village, il fallait que je m’éloigne. Je me suis posté à cinq cents mètres avec un téléobjectif sur la caméra. Tous les plans de cette séquence sont tournés au téléobjectif. C’est ce qui lui donne ce grain particulier, ce côté documentaire. Finalement, un incident peut parfois nous obliger à trouver des solutions "système démerde" qui peuvent être meilleures que celles envisagées »

— Georges Lautner.

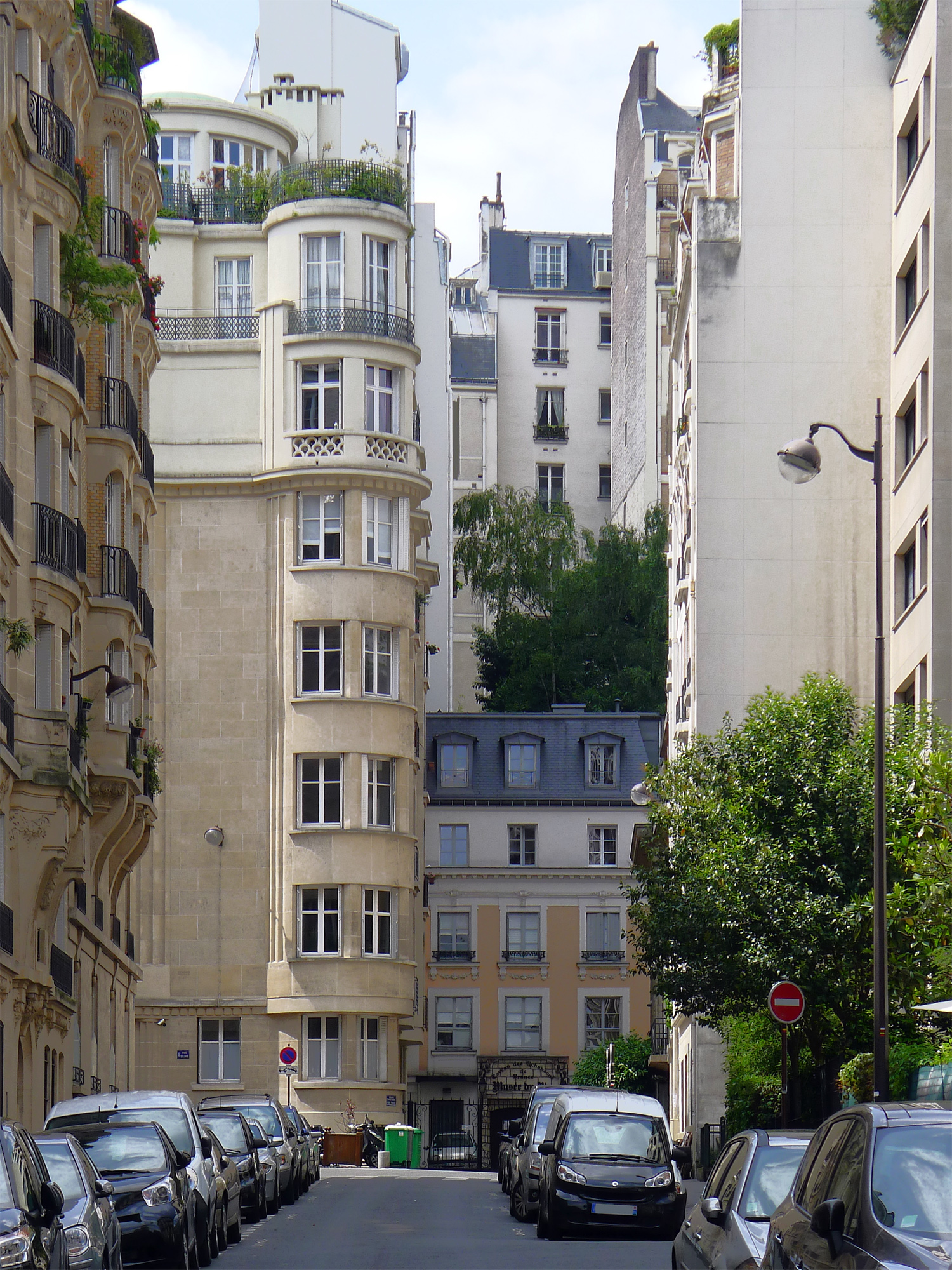
Le début de la rue des Eaux.

L'équipe rejoint Paris pour tourner des scènes en extérieur (le début de la scène avec les clochards se déroule sur l'île aux Cygnes et se poursuit pont de Bir-Hakeim et square Alboni jusqu'à l'appartement de Josselin Beaumont, au 5 rue des Eaux, dans le 16e arrondissement, l'Hôtel Intercontinental...), dont une est celle de la course-poursuite en voiture entre Beaumont et Rosen, réglée par Rémy Julienne sur le parvis et les escaliers du Trocadéro, après avoir sillonné les quais. Nécessitant une autorisation, qui tarde à venir, Belmondo fait intervenir son père, Paul, sculpteur membre de l'Académie des beaux-arts, ce qui permet de rendre la chose possible. Les intérieurs furent tournés aux studios d'Épinay.

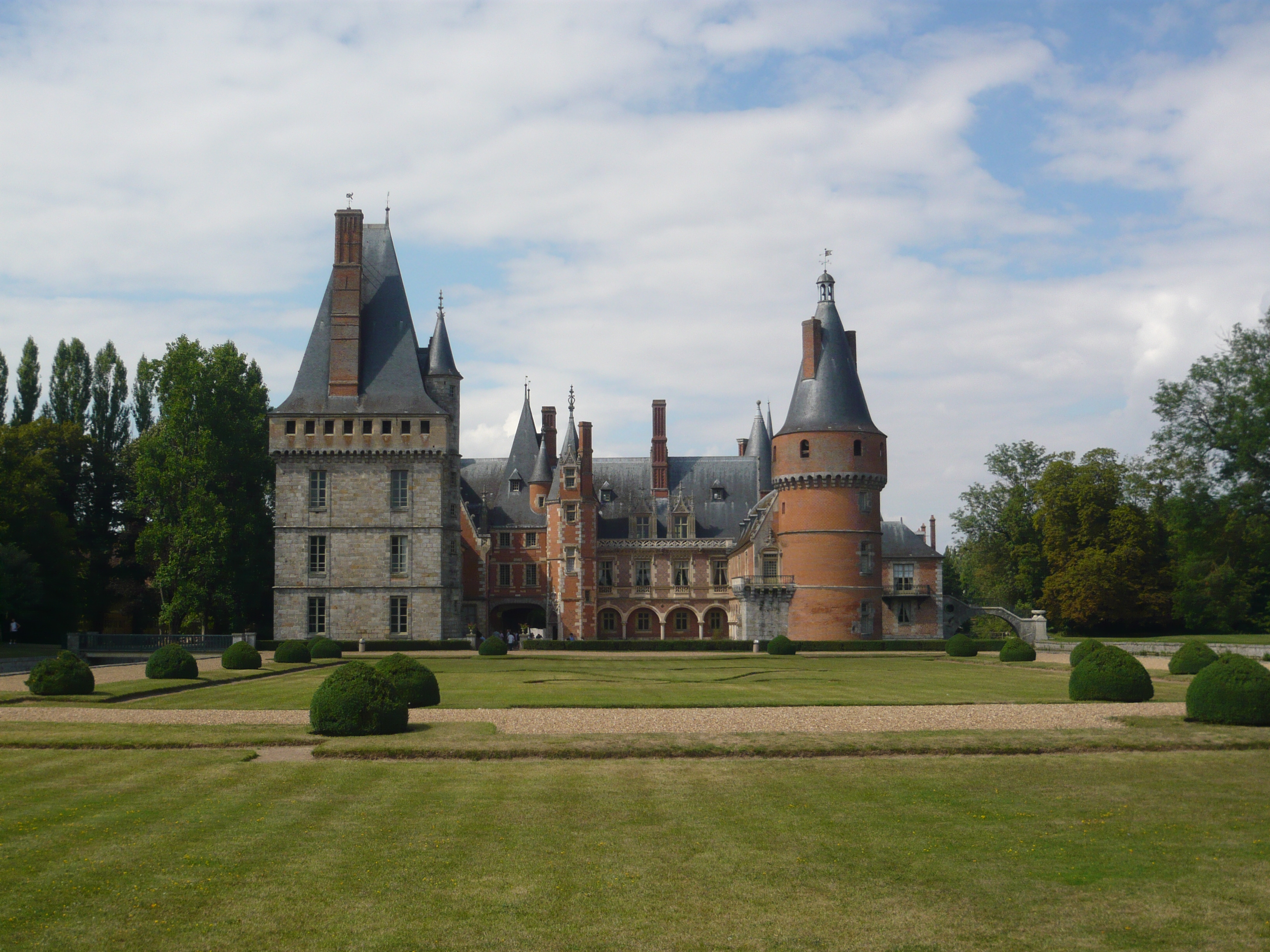
Le château de Maintenon, où furent tournées les dernières scènes du Professionnel.

La séquence de clôture du film a quant à elle été tournée au château de Maintenon, en Eure-et-Loir. La scène du duel entre Jean-Paul Belmondo et Robert Hossein, digne d'un western de Sergio Leone, a été tournée au pied des immeubles du Point du Jour (Cour des Longs-Prés) à Boulogne-Billancourt. Elle est accompagnée d'une musique d'Ennio Morricone, compositeur fétiche du cinéaste italien Sergio Leone.
À noter que la fin telle qu'on la connait n'était pas le choix des producteurs : « tuer » Bébel leur apparaissait trop risqué financièrement (Belmondo apparaissait quasiment invincible dans tous ses films à cette époque). Mais devant l'insistance de Belmondo et de Lautner, la fin « idyllique » où celui-ci était épargné, bien que tournée, n'a pas été conservée.

### Distribution
Le Professionnel bénéficie d'une solide distribution, avec notamment Robert Hossein, dans le rôle du commissaire Rosen, flic violent n'hésitant pas à user de tous les moyens pour coincer Beaumont. Belmondo a suggéré à la production de l'engager « afin de me retrouver confronté à un acteur d’envergure me donnant beaucoup de fil à retordre ». Ils avaient tourné dix ans auparavant dans Le Casse. On retrouve également des acteurs ayant déjà tourné avec « Bébel » comme Jean Desailly, Élisabeth Margoni, Bernard-Pierre Donnadieu, ainsi que ses amis de toujours, Michel Beaune et Pierre Vernier. On retrouve aussi Jean-Louis Richard et Cyrielle Clair. On découvre aussi Dany Kogan, fille d'Henri Cogan, interprétant le sergent Gruber, une subalterne violente de Rosen.
Pour Donnadieu, « dans les films de Belmondo, on pourrait croire qu’il n’y en a que pour Bébel ; c’est vrai dans une certaine mesure car les seconds rôles sont des faire-valoir de Bébel, mais il manifeste énormément de respect pour les acteurs avec qui il travaille. Il a une conception du domaine des seconds rôles qui, à mon avis, rejoint la mentalité des metteurs en scène américains ».

## Musique
Antérieure au film, la fameuse partition musicale Chi Mai d'Ennio Morricone fut initialement composée pour Maddalena, un film de 1971, réalisé par Jerzy Kawalerowicz. Puis, elle fut utilisée pour une série télévisée britannique, The Life and Times of David Lloyd George, diffusée sur la BBC en 1981. Le thème du générique fut un hit en Grande-Bretagne. Elle fut choisie par Jean-Paul Belmondo en personne, qui, la découvrant au hasard d'une écoute radiophonique, suggéra de l'intégrer à la bande sonore de son nouveau projet. Une fois réédité dans la bande originale du film, le thème musical connut non seulement une popularité supérieure à ses précédentes parutions, mais devint parmi les œuvres de Morricone les plus vendues en disques. Cette piste est restée très célèbre et fut réemployée pour une publicité pour Royal Canin. Le film Astérix et Obélix : Mission Cléopâtre utilise cette même piste pour parodier la publicité.
La musique du film fut nommée aux Césars.
Cette piste a aussi été utilisée lors de la cérémonie d’hommage national à Jean-Paul Belmondo aux Invalides le jeudi 9 septembre 2021.

## Sortie et accueil

### Box-office

Titre du film sur l'affiche allemande, un pays où le film connaît également un grand succès.

Le Professionnel rencontre un énorme succès commercial lors de sa sortie en salles en France. Sorti à Paris dans 41 salles, le long-métrage prend directement la première place du box-office avec 300 266 entrées, battant ainsi un record, dépassant le précédent score d'un film avec Jean-Paul Belmondo sur Paris en première semaine : l'année précédente, Le Guignolo, totalisait 274 697 entrées dans 40 salles en première semaine. La semaine suivante, Le Professionnel perd peu d'entrées à Paris, tout en gardant la tête du box-office, avec 221 771 entrées, portant le cumul à 522 037 entrées. Au total, le film est resté dix semaines dans le top 10 des meilleures entrées, aidé par le succès du thème musical, Chi Mai, dans les hit-parades français. Finalement, resté vingt-trois semaines, Le Professionnel totalise 1 192 085 entrées à Paris,.
Le succès se confirme dans le reste de la France, avec 4 millions de spectateurs, portant le cumul à 5 243 511 entrées sur le territoire français,, ce qui constitue le meilleur score de Belmondo au box-office dans les années 1980, avant d'être dépassé l'année suivante par L'As des as, avec 5 452 593 entrées, dont 1 223 205 entrées sur Paris,. Le Professionnel est le plus grand succès commercial pour Georges Lautner.
À l'étranger, le film totalise 3 210 134 entrées en Allemagne, seul film avec Belmondo ayant atteint le seuil des 3 millions d'entrées sur le territoire allemand.

### Accueil critique
L'accueil critique est contrasté lors de sa sortie en salles. Parmi les critiques positives, France Soir note que c'est de l'« excellent cinéma », avec « un scénario astucieux, inspiré du très bon roman de Patrick Alexander », « un personnage solide, à tous les points de vue, et dont les aventures engendrent un suspense constant, teinté de pas mal d'humour », ajoutant que « comme dans ses films précédents, Jean-Paul Belmondo, court, saute, se bagarre, conduit les autos en virtuose et ridiculise ses adversaires, mais cette fois, en plus, de nombreuses scènes lui permettent de jouer vraiment la comédie ». Pour Les Nouvelles Littéraires, « Le Professionnel est un film durant lequel on ne s'ennuie pas, on s'y amuse et même beaucoup ». Selon Télérama, « Le Professionnel est, plus qu'un titre, un label, une profession de foi, une déclaration d'intentions », qu'ils sont « venus pour assister à un film d'action et de malices » et que « le contrat est respecté » et La Croix trouve que le film est « un Belmondo de bonne cuvée, qui renouvelle notablement ses personnages de 'gentleman-cambrioleur ».
La Revue du Cinéma trouve que c'est « un film qui se laisse voir sans déplaisir et si l'on aime un peu le genre qui se rapproche fort, par l'esprit, des aventures de Tintin, on peut tout simplement s'amuser, voire aimer ».
Dans sa critique, Cinema 81 émet un avis négatif et note que « "Le Professionnel" nous prouve que Georges Lautner a abattu ses dernières cartes, déjà "out" depuis belle lurette car si les plans sont nombreux, les gags le sont beaucoup moins et ils ne sont toujours que des idées de gags qui ne dépassent jamais le stade du scénario »,

## Autour du film
Novica Zivkovic (1955-1984), alias Radisa « Steve » Jovanovic, ancien garde du corps de Jean-Paul Belmondo et champion de France de boxe dans la catégorie poids lourds, apparaît dans diverses scènes du film en tant qu'agent secret. Ce « figurant » était le meilleur ami et complice du braqueur Bruno Sulak. Lors du tournage du film, où on le voit au milieu de nombreux figurants habillés en policiers, Steve était recherché par toutes les polices de France. En voulant faire évader son meilleur ami de la prison de Gradignan, il sera abattu le 11 mars 1984, près d'un hélicoptère, à l'instar du personnage de Jean-Paul Belmondo.
Ce destin et ces faits sont rappelés dans le documentaire Charme au poing, de l'émission Faites entrer l'accusé, diffusé le 15 mars 2015, qui ne manque pas de revenir sur des images du film, notamment celles où Jovanovic apparaît (par exemple, le documentaire souligne que Steve portait une véritable Rolex, provenant peut-être d'un braquage, lors de la scène d'une réunion des forces de l'ordre).
Le clochard « associé » de Belmondo, André Weber, était déjà le clochard La Praline, codétenu du même Belmondo dans le film Ho ! en 1968. Il doit probablement s'agir d'un clin d'œil.
Dans l'appartement d'Édouard Valera, on peut apercevoir au mur des planches de BD du dessinateur Philippe Druillet, dont une version de L'Île des morts, réinterprétée par Druillet, est présente dans l'album Gaïl.
Ce film sort en pleine période de transition politique en France. En effet, lors de la sortie du film, François Mitterrand est élu depuis cinq mois. Or, dans l'histoire, le spectateur comprend que la situation politique a changé et que l'ancien gouvernement voulait tuer le président Njala mais qu'avec la nouvelle situation en France, ce dernier n'est plus une priorité ou qu'il a, après sa prise de pouvoir, rassuré la France sur ses positions économiques (sa visite est l'occasion pour le gouvernement de lui vendre une centrale nucléaire en échange de son sous-sol) ; d'ailleurs, la description de l'État malagawite évoque la corruption (une justice aux ordres, usant de témoignages fabriqués, une police assurée par l'armée qui massacre les opposants ainsi que tout leur entourage et un pouvoir impopulaire).
L'hélicoptère utilisé dans les scènes finales du film (F-GBTG) est celui qui a été détourné pour faire évader deux prisonniers de la prison de Fleury-Mérogis.

## Distinctions
- Nomination au César de la meilleure musique originale en 1982.
- Goldene Leinwand en 1983.